# كفير (جنين)
كفير تقع إلى الشرق من قرية صير ، وتبعد عنها 3كم، وتبعد عن مدينة جنين 15 كم وترتفع 426 م عن سطح البحر، تبلغ مساحة أراضيها 4315 دونما يحيط بها أراضي قرى رابا ، وطوباس ، وعقابة ، صير ، تلفيت ، والزبابدة . قدر عدد سكانها في عام 1922 (66) نسمة وعام 1945 قدروا (140) نسمة وعام 1961 (131) نسمة ،وفي عام 1997 بلغوا (48) نسمة .